# アドリアン・グルビッチ
アドリアン・グルビッチ（Adrian Grbić, 1996年8月4日 - ）は、オーストリア・ウィーン出身のプロサッカー選手。ポジションはFW。FCルツェルン所属。オーストリア代表。

## キャリア

### クラブ
SCウィンナー・ヴィクトリアでサッカーを始め、8歳のときにSKラピード・ウィーンのユースチームに引き抜かれる。16歳になる直前に母国を離れ、ドイツ・ブンデスリーガ VfBシュトゥットガルトのユースチームに参加した。2015年にはVfBシュトゥットガルトのセカンドチームに参加。15試合に出場するも控えになることがほとんどで、出場時間が少なく、得点には結びつかなかった。
2016年にオーストリア2部のフローリツドルファーACにフリーで移籍する。リーグ戦では27試合出場し、5ゴールを上げ、1年後にSCラインドルフ・アルタッハへフリー移籍。 1年目は26試合出場・7ゴールでスタメンに定着するも、2年目は16試合出場・4ゴールにとどまり、スタメン起用も5回だった。
2019年、フランス2部のクレルモン・フットへフリーで移籍。 26試合出場・17ゴールを上げ、チームのリーグ・アン昇格に一役買った。
2020年7月、FCロリアンへ900万ユーロで移籍した。
2022年1月、オランダ・エールディビジのSBVフィテッセにシーズン終了までのレンタル移籍が発表された。

### 代表
父親がクロアチア人、母親がオーストリア人で二重国籍を持つが、 2011年にU-16に選出されて以降、各年代でオーストリア代表に招集されている。2020年9月4日のUEFAネーションズリーグ ノルウェー戦でA代表デビュー。同年10月7日のギリシャとの親善試合で初ゴールを上げた。

## タイトル
- オーストリア ユースリーグU18優勝 : 2010-2011（AKAラピード・ウィーンU18）
- B-ジュニア ブンデスリーガ サウス トップスコアラー :2012-2013（21ゴール）
- A-ジュニア ブンデスリーガ サウス トップスコアラー :2013-2014（16ゴール）
- ドイツU19ブンデスリーガ優勝 :2013-2014（VfBシュトゥットガルトU19）